# Puerto de Chimbote
El puerto de Chimbote se encuentra ubicado en Chimbote, en la Provincia de Santa, Ancash, Perú. Es el tercer puerto de mayor importancia del Perú tras los puertos del Callao y Paita. La administración del puerto está a cargo del Gobierno Regional de Áncash.

## Historia
En la actualidad este puerto se encuentra en el proceso de privatización. Este proceso es supervisado por ProInversión.

## Carga
Este puerto centra sus operaciones en harina de pescado y productos agrícolas.